# 伊迪芬斯·利馬
伊迪芬斯·利馬（英語：Ildefons Lima，1979年12月10日—），是一名安道爾足球运动员，司职後衛，目前效力安道爾球會艾斯卡迪斯國際，他被認為是安道爾最好的球員。

## 生涯
2005年夏天，當他加盟泰利斯天拿，他在意大利沒有名聲，但在第里雅斯特，他客串前鋒打了幾場比賽後，便成為城內知名球員。2006年1月，隊中兩個最好的中後衛比亞路和柏卡尼斯被出售給巴里和里米尼後，利馬在餘下的賽季經常出現於比賽上，成為支持者心中的球會英雄。

## 國際賽生涯
他是國家隊的主力射手，已經為球隊上陣超過100場並射入11球。

## 連結
- Playing career at National Football Teams （页面存档备份，存于）
- Profile at Triestina Calcio's official site
- 伊迪芬斯·利馬 – FIFA國際賽競賽紀錄 (存檔)